# Salino de Cambrils

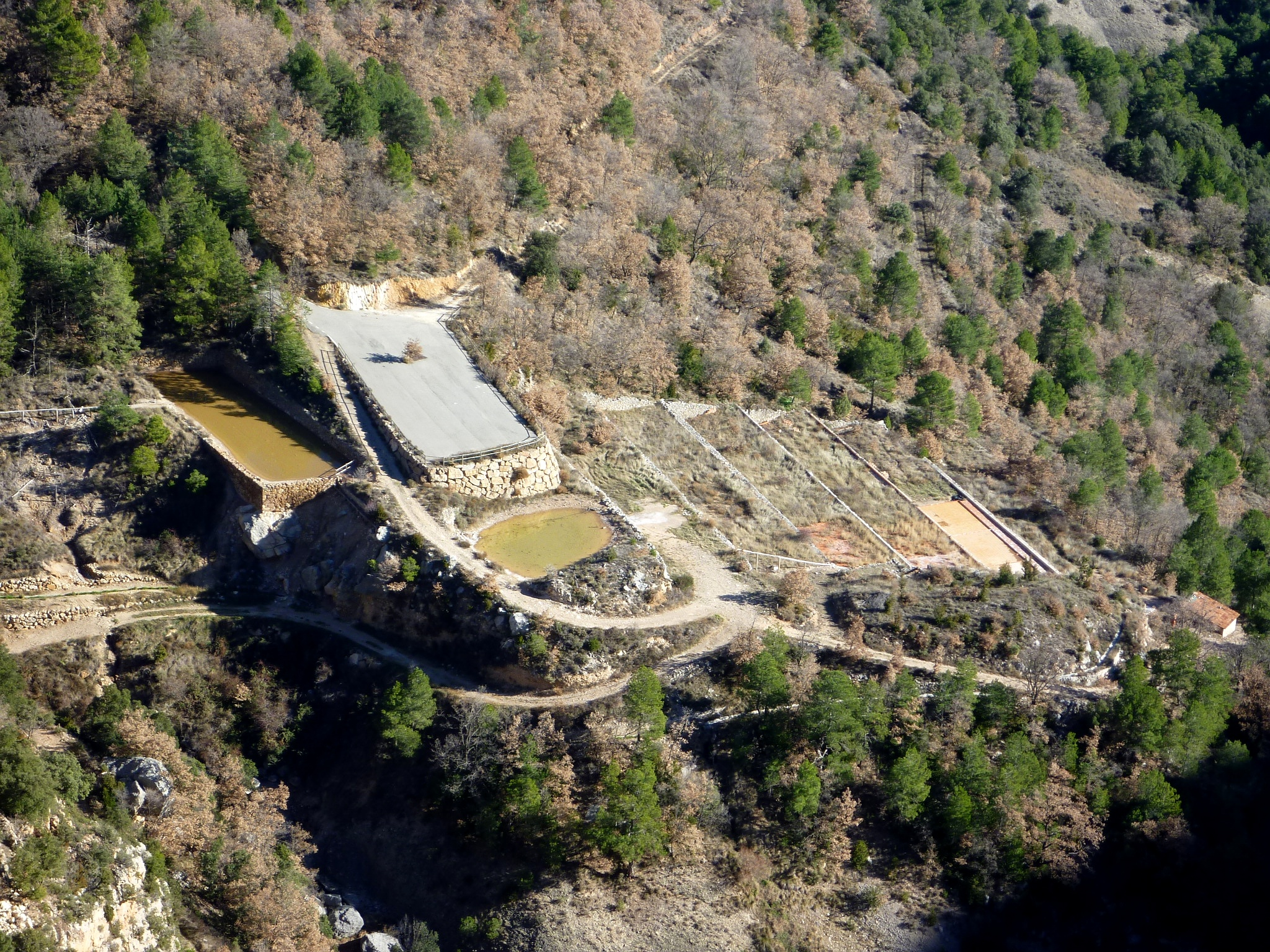
Eras de evaporación antes de su restauración

El salino de Cambrils es una antigua explotación de sal situada en el pueblo de Cambrils, dentro del término municipal de Odén, que se ha reconvertido en museo y espacio turístico. Esta explotación funcionó en el ámbito comercial como mínimo desde el año 1780, fecha en que se documentó por primera vez, y se mantuvo activa hasta el año 1963 después de fallar el intento del último propietario de abrir una mina por la extracción de la sal. Anteriormente la Font Salada (en español, fuente salada), de donde brota agua salinizada, se aprovechaba también por el vecindario de la zona de Cambrils para producir sal destinada al consumo propio y como suplemento por las manadas. El agua de la Font Salada desemboca al corriente fluvial Riu Fred, afluente a su vez del río llamado Ribera Salada.
Estas salinas tienen la peculiaridad de que son salinas de montaña y no de valle o de mar. A pesar de que las salinas de montaña en los Pirineos eran relativamente frecuentes en el pasado, como atestiguan los diversos nombres que señalan fuentes salinizadas (como Saldes, Vilanova de la Sal, Peralta de la Sal o Salinas de Hoz) actualmente es una de las pocas de los Pirineos que se encuentran en buen estado de conservación. Otras salinas de relativa importancia que han sido restauradas como instalaciones museísticas o de talasoterapia son las de Gerri de la Sal o las de Naval.

## Instalaciones

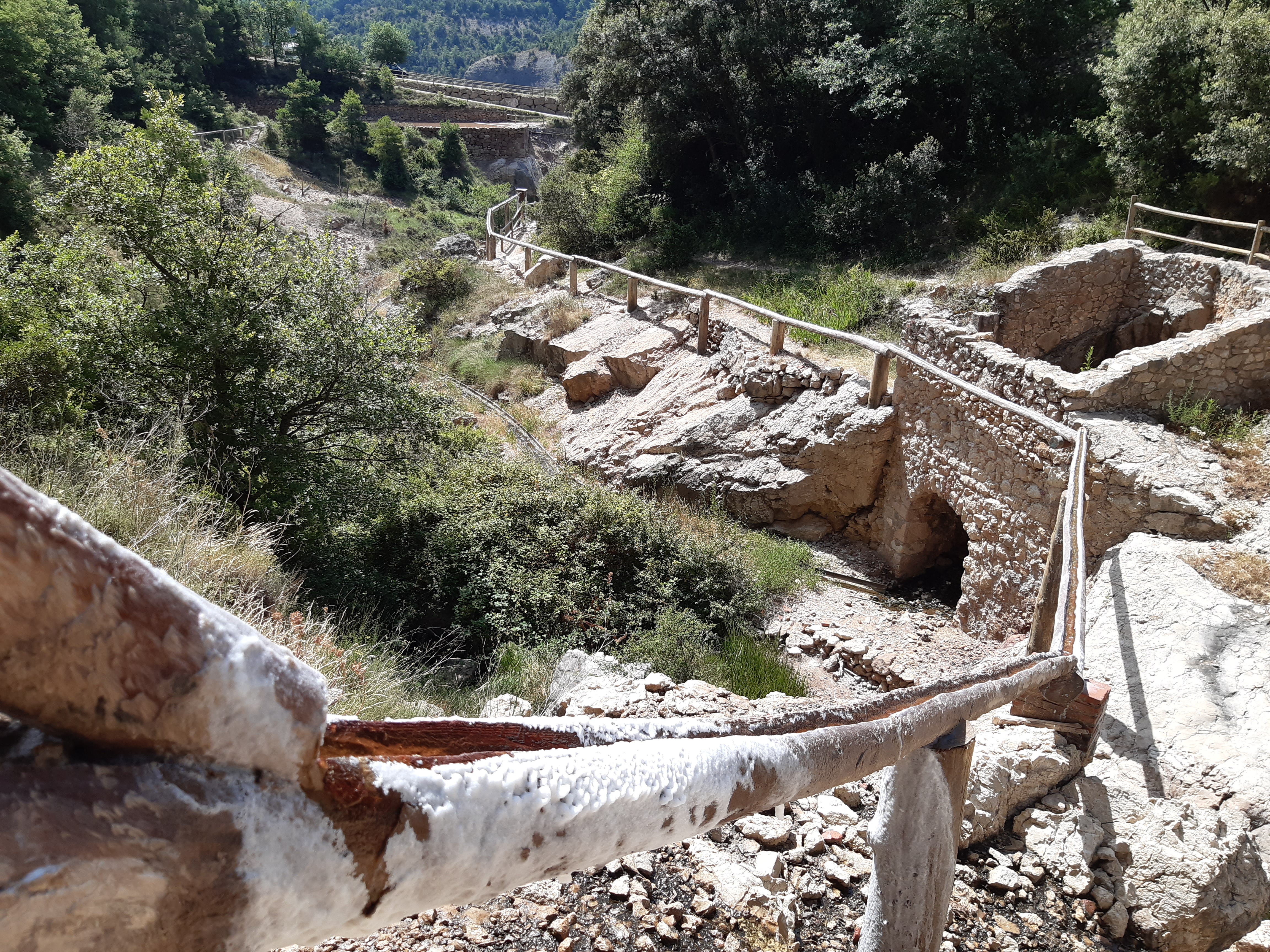
Canalización de madera para transportar el agua salada de la Font Salada a las eras de evaporación

El salino consta de dos zonas de evaporamiento; la superior llamada propiamente como El salino o Font Salada, y la inferior denominada Las Cabanetes, donde el agua es transportada a través de unos canales de madera aprovechando la pendiente. Las eras dedicadas a la evaporación del agua de las dos zonas suman una superficie de unos 5100 metros cuadrados.
El agua salada se almacenaba a unas grandes balsas de donde se transportaba a través de unas canalizaciones de madera a los diferentes bancales, que se llenaban hasta llegar a los tres centímetros. En el transcurso de tres días la sal se dejaba secar y se molía para poderla almacenar y vender por las comarcas de Solsonés y de Alto Urgel a través de varias rutas de la sal. El depósito principal se restauró en 2020.
Aparte de las eras destinadas a la evaporación de la sal también hay un horno destinado a la cocción de las baldosas de arcilla, ya que se tenían que cocer con un proceso específico para evitar la corrosión de la sal. Las juntas se unían entre sí con arcilla amasada, puesto que la sal también corroe el cemento. También se conservan parte de las estructuras de cinco molinos hidráulicos; dos de sal, uno de harina, uno de pienso y un pelador. El molino de sal de la parte superior también se llegó a utilizar para generar energía eléctrica.

## Características geológicas de la zona
Las salinas pirenaicas se relacionan prácticamente siempre con afloramientos de materiales triásicos derivados de la tiza y de la arcilla del Keuper, formados hace unos 225-205 millones de años. Una excepción son las salinas de Peralta de Sallos, que arrastra sedimentos más nuevos del periodo del Eoceno. Los materiales triásicos del Kepler actúan como lubricante en los encabalgamientos pirenaicos, dando lugar al manto de corrimiento del Cadí-Puerto de la Cuenta, y más concretamente a la lámina de la Sierra de Odén.
El agua que brota de la Font Salada de Cambrils contiene una concentración muy elevada de halita (más de 300 gramos de sal por litro), y también se  encuentran sulfatos de magnesio y de calcio. Por ejemplo en la fuente salada de Gerri de la Sal la concentración de halita disuelta llega como máximo a los 160 gramos por litro.